# Phthirusa nitens
Phthirusa nitens är en tvåhjärtbladig växtart som först beskrevs av Carl Friedrich Philipp von Martius, och fick sitt nu gällande namn av August Wilhelm Eichler. Phthirusa nitens ingår i släktet Phthirusa och familjen Loranthaceae. Inga underarter finns listade i Catalogue of Life.